# Mountain Men
Mountain Men is een Amerikaanse survival- en realityserie die sinds 31 mei 2012 wordt uitgezonden op History.
De serie toont het dagelijkse leven van mensen die veel ervaring hebben met het op zichzelf wonen in de geïsoleerde en wilde delen van Noord-Amerika. De hoofdrolspelers zijn:
- Eustace Conway – North Carolina, Blue Ridge Mountains (seizoen 1-heden)
- Tom Oar – Montana, Yaak River (seizoen 1-heden)
- Marty Meierotto – Alaska, Two Rivers (seizoen 1-8)
- Rich Lewis – Montana, Ruby River (seizoen 2-6)
- Charlie Tucker – Maine, Northern Maine Woods en Ashland (seizoen 2-3)
- George Michaud – Idaho, Tetongebergte en Snake (seizoen 2)
- Kyle Bell – New Mexico, Cimarron (seizoen 3-4)
- Morgan Beasley – Alaska, Alaskagebergte (seizoen 4-8)
- Jason Hawk – Arkansas, Ozarks (seizoen 5-9)
- Jake Herak – Montana, Tobacco Root Mountains (seizoen 7-heden)
- Mike Horstman – Alaska, Kodiak (seizoen 7-heden)
- Broers Kidd en Harry Youren – Idaho, Sawtooth Wilderness (seizoen 8-heden)
- Josh Kirk – Wyoming, Wind River Range (seizoen 9-heden)

## Prijzen en nominaties
| Jaar | Prijs                                  | Categorie             | Genomineerde(n)              | Uitslag  |
| ---- | -------------------------------------- | --------------------- | ---------------------------- | -------- |
| 2013 | ASCAP Film and Television Music Awards | Top Television Series | Russ Emanuel                 | Gewonnen |
| 2013 | BMI Film & TV Awards                   | BMI Cable Award       | Jacob Shea & Ronnie Van Zant | Gewonnen |